# Био синус лифтинг
Био синус лифтинг — хирургическая операция, которая проводится для увеличения объёма костной ткани в боковом отделе верхней челюсти с целью получения достаточной опоры для последующей установки дентальных (зубных) имплантатов с применением трансплантата «био композит».

## История
В 1974 году Оскар Хилт Татум (Hilt Tatum) выполнил первую операцию субантральной аугментации верхнечелюстной пазухи, которая впоследствии была названа «синус лифтинг».
В 1994 году Robert B. Summers разработал иной подход к поднятию Шнейдеровой мембраны верхнечелюстного синуса с помощью остеотомии.
В 1996 году Леон Чен (Dr. Leon Chen) предложил технику гидравлического синус лифтинга. Эта техника использует остеотомию альвеолярного отростка верхней челюсти в боковом отделе при помощи фрез с последующим отслаиванием Шнейдеровой мембраны через полученные отверстия.
В 2016 году Озеров П. В. (РФ, Москва) разработал методику операции «Био синус лифтинг», которая внесла значительные изменения в классическую методику открытого синус лифтинга. В 2023 году после 7 лет клинических испытаний метода был получен национальный патент РФ на изобретение № 2808883 «СПОСОБ ПОЛУЧЕНИЯ БИО КОМПОЗИТА EX TEMPORE И СПОСОБ БИО СИНУС ЛИФТИНГА С ИСПОЛЬЗОВАНИЕ ПОЛУЧЕННОГО БИО КОМПОЗИТА».

## Технологии, получившие применение в био синус лифтинге
Био синус лифтинг сочетает в себе 3 инновационных технологии в медицине, биотехнологии и фармакологии:
1. Использование ультразвукового скальпеля Piezosurgery для проведения разрезов кости челюсти и отслаивания Шнейдеровой мембраны верхнечелюстного синуса во время био синус лифтинга.
При био синус лифтинге используется разработанный в Евросоюзе (Mectron, Italy) в 2001 году аппарат Piezosurgery. Специальные ультразвуковые микровибрации, генерируемые аппаратом Piezosurgery, позволяют проводить разрезы кости.
Атравматический и практически бескровный синус лифтинг стал возможен благодаря использованию именно этого оборудования. Применение Piezosurgery дополнительно исключает и такие осложнения, как кровотечение и кровопотеря у пациента во время операции био синус лифтинга. Использование пьезохирургической системы устраняет травму и ожег костной ткани во время операции био синус лифтинга, устраняя связанные с этим процессом боль и отёк. Отслаивание Шнейдеровой мембраны верхнечелюстного синуса при био синус лифтинге также проводят ультразвуком, что снижает процент осложнений в виде разрыва мембраны.
2. Использование био композита в качестве остеозамещающей субстанции при био синус лифтинге.
При био синус лифтинге в качестве материала для наращивания кости используют био композит (национальный патент РФ на изобретение № 2808883 «СПОСОБ ПОЛУЧЕНИЯ БИО КОМПОЗИТА EX TEMPORE И СПОСОБ БИО СИНУС ЛИФТИНГА С ИСПОЛЬЗОВАНИЕ ПОЛУЧЕННОГО БИО КОМПОЗИТА».
Основной особенностью био композита является выраженная остеоиндукция, приводящая к ускоренному формированию и созреванию костного регенерата за счет сочетания компонентов:
- культуры собственных костных клеток пациента в том числе остеобластов — клеток, которые отвечают за построение кости в организме. Забор данных клеток идёт во время формирования окна в боковой стенке пазухи во время проведения био синус лифтинга. Предварительный забор клеток у пациента не требуется[9];
- протеинов фактора регенерации PRF, собственных протеинов крови пациента, которые получают путем фракционирования венозной крови пациента, взятой из вены перед началом операции. Данные протеины в высокой концентрации положительно сказываются на скорости регенерации тканей[10][11];
- гранулы октакальциевого фосфата с нанесенными на них биологически активными нуклеиновыми кислотами плазмидной ДНК с геном, кодирующим сосудистый эндотелиальный фактор роста (VEGF), стимулирующими неоангиогенез и регенерацию костной ткани[12][13].

Одной из важных особенностей био синус лифтинга является использование био композита, а не трупной костной ткани животного происхождения.
3. Совмещение хирургического вмешательства наращивания костной ткани и установки дентальных имплантов, что позволяет сократить сроки лечения в 2 раза и уменьшить количество оперативных вмешательств: пациенту необходимо перенести не 2 операции (сначала костная пластика, а затем через 6 месяцев - имплантация), а только одну.

## Показания к био синус лифтингу
Наращивание кости верхней челюсти перед имплантацией зубов необходимо провести пациентам:
- с атрофией кости верхней челюсти в боковом отделе;
- с посттравматическими дефектами костной ткани на верхней челюсти (например, при сложном удалении боковых зубов сверху);
- если зубы верхней челюсти были удалены давно, а импланты не были поставлены вовремя;
- с анатомическими особенностями, такими, как высокая пневматизация верхней челюсти, крупные придаточные пазухи носа;
- с возрастной атрофией кости верхней челюсти;
- после неуспешных попыток имплантации и неуспешного классического синус лифтинга в прошлом.

## Противопоказания
Проведение операции био синус лифтинг/классического синус лифтинг противопоказано при:
- остром гайморите;
- некомпенсированном сахарном диабете;
- онкологических заболеваниях верхней челюсти;
- лечении химиотерапевтическими препаратами;
- применение препаратов бифосфонатов[15];
- декомпенсированных заболеваниях иммунной системы;
- декомпенсированных заболеваниях системы свёртываемости крови;
- декомпенсированных гормональных заболеваниях.

## Методика операции
Хирургическая операции био синус лифтинг проводится следующим образом:
- проводится разрез и отслаивание надкостницы и слизистой оболочки в районе верхнечелюстной пазухи;
- используя насадку для работы с костной тканью (Piezosurgery), формируется окно в наружной стенке верхнечелюстной пазухи, без отделения фрагмента кости от Шнейдеровой мембраны.
- используя ультразвуковую установку Piezosurgery (насадка для лифтинга мембраны) при помощи кавитации безопасно приподнимается мембрана в районе дна пазухи и формируется полость;
- фрагмент боковой стенки подгибается внутрь верхнечелюстной пазухи, создавая между подсаженным объёмом кости и основным объёмом придаточной пазухи дополнительный барьер, который предотвращает осложнения в послеоперационном периоде;
- в районе дна пазухи в полость вводится био композит;
- устанавливаются зубные импланты;
- завершается операция накладыванием швов на рану в полости рта[16].

## Положительные аспекты био синус лифтинга
Преимущества био синус лифтинга перед классической методикой открытого синус лифтинга:
- снижение кровопотери и травмы тканей во время операции[17];
- предотвращение аллергической реакции[18];
- снижение болевого синдрома в послеоперационном периоде[19];
- снижение риска разрыва Шнейдеровой мембраны[20];
- снижение сроков реабилитации[21];
- снижение сроков регенерации и приживления остеопластического материала за счет ускоренной васкуляризации графта[12]
- отсутствие риска инфицирования пациента прионами коровьего бешенства[22];
- ускорение заживления послеоперационной раны[23];
- естественный противовоспалительный эффект[24];
- снижение риска формирования соединительной ткани вместо костной[9];
- сокращение числа операций за счет совмещения в одну операцию подсадки кости и имплантацию[25].